# Igreja de Nossa Senhora da Guia (Ponte de Lima)
A Igreja de Nossa Senhora da Guia é uma igreja situada em Ponte de Lima, Portugal. A igreja foi construída entre o final do século XVI e o início do XVII, substituindo uma antiga ermida dedicada a São Vicente Mártir. A estrutura apresenta uma planta longitudinal com nave única, capela-mor, sacristia e torre sineira.
O exterior da igreja é caracterizado pela presença de uma galilé com três arcos e um nicho central com a imagem de Nossa Senhora da Guia. No interior, a decoração distingue-se pela combinação de talha dourada e azulejaria polícroma de padrão seiscentista. A nave inclui dois altares, púlpitos e coro-alto, enquanto a capela-mor possui uma abóbada com caixotões pintados e um retábulo de talha dourada. Em 1978 foi classificada como Imóvel de Interesse Público.